# EM i curling 1981
Europamesterskabet i curling 1981 for herre- og kvindehold var det syvende EM i curling. Mesterskabet blev arrangeret af European Curling Federation, og turneringen blev afviklet i Sportzentrum i Grindelwald, Schweiz i perioden 7. december – 12. december 1981.
Mændenes mesterskab havde deltagelse af 14 hold, hvilket var ny deltagerrekord, idet Østrig og Finland for første gang stillede op med herrehold til EM. Kvindeturneringen satte med 13 deltagende hold ligeledes deltagerrekord, idet Østrig og Luxembourg debuterede ved mesterskabet.

## Mænd
De fjorten hold var opdelt i to grupper, hvor de syv hold mødtes alle-mod-alle (round robin-kampe), hvilket gav seks kampe til hvert hold. Vinderne og toerne af de to grupper gik videre til semifinalerne, mens de øvrige hold i gruppen spillede placeringskampe om de sekundære placeringer.
Schweiz' hold med Jürg Tanner som kaptajn vandt europamesterskabet ved at besejre de forsvarende europamestre fra Sverige i finalen med 8-6. Det var schweizernes tredje EM-titel for mænd – de to første blev vundet i 1976 og 1978. Sølvmedaljerne gik som nævnt Sverige, som dermed havde vundet medaljer ved syv mesterskaber i træk, mens bronzemedaljerne gik til Danmark, som besejrede Vesttyskland med 10-4 i bronzekampen, og som dermed vandt EM-Bronze for anden gang i EM-historien. Danmark blev repræsenteret af et hold fra Hvidovre Curling Club bestående af Per Berg, Gert Larsen, Jan Hansen og Michael Harry.

### Grundspil

#### Gruppe A
| Draw | Kamp                    | Res. | Kamp                   | Res. | Kamp                    | Res. |
| ---- | ----------------------- | ---- | ---------------------- | ---- | ----------------------- | ---- |
| 1    | Frankrig - Skotland     | 7-6  | Schweiz - Vesttyskland | 7-5  | England - Holland       | 10-6 |
| 2    | Skotland - Østrig       | 14-6 | Schweiz - Frankrig     | 7-4  | Vesttyskland - Holland  | 11-4 |
| 3    | Schweiz - Østrig        | 7-5  | Skotland - England     | 14-4 | Vesttyskland - Frankrig | 10-3 |
| 4    | Schweiz - England       | 11-3 | Skotland - Holland     | 9-4  | Frankrig - Østrig       | 6-5  |
| 5    | Vesttyskland - Skotland | 7-6  | Frankrig - Holland     | 11-3 | England - Østrig        | 7-6  |
| 6    | Østrig - Holland        | 10-8 | Vesttyskland - England | 9-7  | Schweiz - Skotland      | 7-4  |
| 7    | Frankrig - England      | 9-7  | Vesttyskland - Østrig  | 8-5  | Schweiz - Holland       | 13-1 |

| Plac. | Hold         | Vundne | Tabte |
| ----- | ------------ | ------ | ----- |
| 1.    | Schweiz      | 6      | 0     |
| 2.    | Vesttyskland | 5      | 1     |
| 3.    | Frankrig     | 4      | 2     |
| 4.    | Skotland     | 3      | 3     |
| 5.    | England      | 2      | 4     |
| 6.    | Østrig       | 1      | 5     |
| 7.    | Holland      | 0      | 6     |

#### Gruppe B
| Draw | Kamp                 | Res. | Kamp              | Res. | Kamp                 | Res. |
| ---- | -------------------- | ---- | ----------------- | ---- | -------------------- | ---- |
| 1    | Sverige - Norge      | 8-7  | Danmark - Italien | 11-6 | Luxembourg - Wales   | 11-9 |
| 2    | Sverige - Danmark    | 10-9 | Norge - Finland   | 13-2 | Italien - Luxembourg | 15-3 |
| 3    | Sverige - Italien    | 9-3  | Danmark - Finland | 12-5 | Norge - Wales        | 14-2 |
| 4    | Sverige - Finland    | 13-3 | Danmark - Wales   | 13-3 | Norge - Luxembourg   | 14-1 |
| 5    | Sverige - Luxembourg | 9-2  | Norge - Italien   | 7-2  | Wales - Luxembourg   | 8-3  |
| 6    | Finland - Luxembourg | 7-6  | Italien - Wales   | 12-2 | Danmark - Norge      | 7-6  |
| 7    | Sverige - Wales      | 14-4 | Italien - Finland | 7-3  | Danmark - Luxembourg | 6-5  |

| Plac. | Hold       | Vundne | Tabte |
| ----- | ---------- | ------ | ----- |
| 1.    | Sverige    | 6      | 0     |
| 2.    | Danmark    | 5      | 1     |
| 3.    | Norge      | 4      | 2     |
| 4.    | Italien    | 3      | 3     |
| 5.    | Luxembourg | 1      | 5     |
| 6.    | Wales      | 1      | 5     |
| 7.    | Finland    | 1      | 5     |

### Slutspil og placeringskampe
| Dato                | Kamp                 | Res.                |
| Kamp om 13.-pladsen | Kamp om 13.-pladsen  | Kamp om 13.-pladsen |
| ------------------- | -------------------- | ------------------- |
| ?                   | Holland - Finland    | 5-2                 |
| Kamp om 11.-pladsen |                      |                     |
| ?                   | Østrig - Wales       | 10-4                |
| Kamp om 9.-pladsen  |                      |                     |
| ?                   | England - Luxembourg | 7-6                 |
| Kamp om 7.-pladsen  |                      |                     |
| ?                   | Skotland - Italien   | 6-5                 |
| Kamp om 5.-pladsen  |                      |                     |
| ?                   | Frankrig - Norge     | 8-6                 |

| Dato        | Kamp                   | Res.        |
| Semifinaler | Semifinaler            | Semifinaler |
| ----------- | ---------------------- | ----------- |
| ?           | Schweiz - Danmark      | 5-1         |
| ?           | Sverige - Vesttyskland | 7-6         |
| Bronzekamp  |                        |             |
| ?           | Danmark - Vesttyskland | 10-4        |
| Finale      |                        |             |
| 12.12.      | Schweiz - Sverige      | 8-6         |

### Samlet rangering
| Plac.  | Hold         | 4 (skip)           | 3                 | 2                   | 1                    |
| ------ | ------------ | ------------------ | ----------------- | ------------------- | -------------------- |
| Guld   | Schweiz      | Jürg Tanner        | Jürg Hornisberger | Patrick Loertscher  | Franz Tanner         |
| Sølv   | Sverige      | Göran Roxin        | Björn Rudström    | Håkan Rudström      | Christer Mårtenson   |
| Bronze | Danmark      | Per Berg           | Gert Larsen       | Jan Hansen          | Michael Harry        |
| 4.     | Vesttyskland | Keith Wendorf      | Didi Kiesel       | Sven Saile          | Heiner Martin        |
| 5.     | Frankrig     | André Tronc        | Maurice Mercier   | Yves Tronc          | Jean-Francois Orset  |
| 6.     | Norge        | Paal Trulsen       | Flemming Davanger | Stig Arne Gunnestad | Kjell Berg           |
| 7.     | Skotland     | Colin Hamilton     | W. Michael Dick   | David Ramsay        | Richard Prétsel      |
| 8.     | Italien      | Giuseppe dal Molin | Massimo Alvera    | Franco Sovilla      | Claudio Alvera       |
| 9.     | England      | Bob Martin         | Ronald Thornton   | John Kerr           | Michael Aitchison    |
| 10.    | Luxembourg   | Marco Staedtgen    | Bill Bannerman    | Nico Schweich       | Guy Schweich         |
| 11.    | Østrig       | Arthur Fabi        | Ludwig Karrer     | Manfred Fabi        | Dieter Küchenmeister |
| 12.    | Wales        | Richard Dacis      | David Humprey     | Chris Wells         | Ray King             |
| 13.    | Holland      | Otto Veening       | Robin Claushuis   | Gustaaf van Imhoff  | Sytze van Dam        |
| 14.    | Finland      | Isto Kolemainen    | Juhani Heinonen   | Pekka Sylvander     | Keijo Silvan         |

## Kvinder
De tretten hold var opdelt i to grupper, hvor de seks/syv hold mødtes alle-mod-alle (round robin-kampe), hvilket gav fem/seks kampe til hvert hold. Vinderne og toerne i de to grupper gik videre til semifinalerne, mens de øvrige hold i gruppen spillede placeringskampe om de sekundære placeringer.
Schweiz' hold fra Curling Club Bern med Susan Schlapbach som kaptajn vandt for anden gang EM-titlen for kvinder ved at besejre Sverige med 8-5 i finalen. Schweiz' første EM-titel blev vundet i 1979. Sølvmedaljerne gik som nævnt til Sverige, som dermed havde vundet sølv eller guld syv år i træk. Bronzemedaljerne blev vundet af Danmark, som besejrede Norge med 8-4 i bronzekampen. Det var første gang, at et dansk kvindehold vandt medaljer ved EM, og Danmark blev repræsenteret af et hold fra Hvidovre Curlig Club bestående af Helena Blach, Marianne Jørgensen, Astrid Birnbaum og Malene Krause.

### Grundspil

#### Gruppe A
| Draw | Kamp                  | Res. | Kamp                 | Res. | Kamp                  | Res. |
| ---- | --------------------- | ---- | -------------------- | ---- | --------------------- | ---- |
| 1    | Skotland - Sverige    | 7-6  | Danmark - Holland    | 14-6 | Frankrig - Luxembourg | 14-4 |
| 2    | Sverige - Østrig      | 18-3 | Skotland - Danmark   | 9-7  | Frankrig - Holland    | 13-4 |
| 3    | Sverige - Luxembourg  | 15-3 | Danmark - Østrig     | 11-4 | Skotland - Holland    | 9-3  |
| 4    | Sverige - Frankrig    | 10-5 | Danmark - Luxembourg | 11-6 | Skotland - Østrig     | 14-1 |
| 5    | Sverige - Holland     | 15-3 | Frankrig - Skotland  | 8-7  | Østrig - Luxembourg   | 15-6 |
| 6    | Sverige - Danmark     | 4-3  | Frankrig - Østrig    | 8-3  | Holland - Luxembourg  | 15-3 |
| 7    | Luxembourg - Skotland | 9-7  | Østrig - Holland     | 16-7 | Danmark - Frankrig    | 6-4  |

| Plac. | Hold       | Vundne | Tabte |
| ----- | ---------- | ------ | ----- |
| 1.    | Sverige    | 5      | 1     |
| 2.    | Danmark    | 4      | 2     |
| 3.    | Frankrig   | 4      | 2     |
| 4.    | Skotland   | 4      | 2     |
| 5.    | Østrig     | 2      | 4     |
| 6.    | Holland    | 1      | 5     |
| 7.    | Luxembourg | 1      | 5     |

#### Gruppe B
| Draw | Kamp                   | Res. | Kamp                   | Res. | Kamp              | Res. |
| ---- | ---------------------- | ---- | ---------------------- | ---- | ----------------- | ---- |
| 1    | Norge - Vesttyskland   | 9-5  | Schweiz - Italien      | 7-5  | Wales - England   | 8-7  |
| 2    | Schweiz - Norge        | 4-3  | Vesttyskland - Wales   | 10-9 | Italien - England | 9-6  |
| 3    | Schweiz - Wales        | 8-3  | Vesttyskland - England | 13-5 | Norge - Italien   | 9-3  |
| 4    | Italien - Vesttyskland | 6-4  | Schweiz - England      | 9-3  | Norge - Wales     | 9-2  |
| 5    | Norge - England        | 15-6 | Vesttyskland - Schweiz | 6-5  | Wales - Italien   | 4-3  |

| Plac. | Hold         | Vundne | Tabte |
| ----- | ------------ | ------ | ----- |
| 1.    | Schweiz      | 4      | 1     |
| 2.    | Norge        | 4      | 1     |
| 3.    | Vesttyskland | 3      | 2     |
| 4.    | Wales        | 2      | 3     |
| 5.    | Italien      | 2      | 3     |
| 6.    | England      | 0      | 5     |

### Slutspil og placeringskampe
| Dato                | Kamp                    | Res.                |
| Kamp om 11.-pladsen | Kamp om 11.-pladsen     | Kamp om 11.-pladsen |
| ------------------- | ----------------------- | ------------------- |
| ?                   | Holland - England       | 10-6                |
| Kamp om 9.-pladsen  |                         |                     |
| ?                   | Østrig - Italien        | 6-3                 |
| Kamp om 7.-pladsen  |                         |                     |
| ?                   | Skotland - Wales        | 11-3                |
| Kamp om 5.-pladsen  |                         |                     |
| ?                   | Frankrig - Vesttyskland | 10-4                |

| Dato        | Kamp              | Res.        |
| Semifinaler | Semifinaler       | Semifinaler |
| ----------- | ----------------- | ----------- |
| ?           | Sverige - Norge   | 7-5         |
| ?           | Schweiz - Danmark | 7-6         |
| Bronzekamp  |                   |             |
| ?           | Danmark - Norge   | 8-4         |
| Finale      |                   |             |
| 12.12.      | Schweiz - Sverige | 8-5         |

### Samlet rangering
| Plac.  | Hold         | 4 (skip)            | 3                  | 2                     | 1                    |
| ------ | ------------ | ------------------- | ------------------ | --------------------- | -------------------- |
| Guld   | Schweiz      | Susan Schlapbach    | Irene Bürgi        | Ursula Schlapbach     | Katrin Peterhans     |
| Sølv   | Sverige      | Elisabeth Högström  | Katarina Hultling  | Birgitta Sewik        | Karin Sjögren        |
| Bronze | Danmark      | Helena Blach        | Marianne Jørgensen | Astrid Birnbaum       | Malene Krause        |
| 4.     | Norge        | Trine Trulsen       | Dordi Nordby       | Hanne Petterson       | Catherine Hannevig   |
| 5.     | Frankrig     | Huguette Julien     | Agnès Mercier      | Paulette Sulpice      | Anne Claude Wolfers  |
| 6.     | Vesttyskland | Andrea Schöpp       | Monica Wackerle    | Monika Wagner         | Marga Hupertz        |
| 7.     | Skotland     | Helen Caird         | Rae Gray           | Sheena Hay            | Helen Watson         |
| 8.     | Wales        | Jean King           | Sheila Nells       | Rhoda Basnett         | Yadzia Williams      |
| 9.     | Østrig       | Marianne Gartner    | Antje Karrer       | Susanne Wieser        | Herta Küchenmeister  |
| 10.    | Italien      | Maria G. Costantini | Ann Lacedelli      | Thea Valt             | Angela Costantini    |
| 11.    | Holland      | Margeet Poost       | Elly de Vries      | Marianne Mirck        | Nicole van den Brink |
| 12.    | England      | Gwen French         | Pauline Douglas    | Jean Picken           | Lynda Clegg          |
| 13.    | Luxembourg   | Micheline Staedtgen | Sanny Mohnen       | Madeleine v.d. Houten | Carine Schweich      |